# 조지프 보아카이
조지프 뉴마 보아카이(영어: Joseph Nyumah Boakai, 1944년 11월 30일~)는 라이베리아의 정치인이자 제26대 라이베리아의 대통령이다. 1983년부터 1985년까지 농무부 장관을 역임했으며 2006년부터 2018년까지 엘런 존슨설리프 대통령 재임 때 라이베리아의 제29대 부통령을 역임했다. 2017년 대통령 선거에 출마하여 조지 웨아에게 대선에서 패했으나 2023년 대선에 다시 출마하여 대통령인 조지 웨아를 누르고 당선되었다.

## 대통령직
11월 14일 실시된 2023년 대통령 선거 2차 투표에서 보아카이는 과거 조지 웨아를 제치고 당선되었다. 2024년 1월 22일 대통령 취임식에서 보아카이는 취임 연설을 마치지 못한 채 연설을 하는 데 어려움을 겪는 모습이 목격되었고, 그가 더위에 지쳐 있다는 보도와 함께 연단에서 호위되었다.

## 역대 선거 결과
| 선거명      | 직책명              | 대수 | 정당   | 1차 득표율 | 1차 득표수 | 2차 득표율 | 2차 득표수 | 결과 | 당락 |
| ----------- | ------------------- | ---- | ------ | ---------- | ---------- | ---------- | ---------- | ---- | ---- |
| 2005년 선거 | 라이베리아의 부통령 | 29대 | 통일당 | 19.75%     | 192,326표  | 59.40%     | 478,526표  | 1위  |      |
| 2011년 선거 | 라이베리아의 부통령 | 29대 | 통일당 | 43.93%     | 530,020표  | 90.71%     | 607,618표  | 1위  |      |
| 2023년 선거 | 라이베리아의 대통령 | 26대 | 통일당 | 43.44%     | 796,961표  | 50.64%     | 814,481표  | 1위  |      |